# Eràtides
Els eràtides (en grec antic: Ἐρατίδαι, llatí: Eratidae) foren una antiga i il·lustre família de l'illa de Rodes procedent de la polis de Ialisos. Molts dels seus membres destacaren per les seves gestes en competicions esportives.
Són esmentats per Píndar, i són considerats descendents de Tlepòlem i els heraclides, dels quals un grup s'hauria traslladat d'Argos fins a Rodes. Entre els seus membres més il·lustres Damaget i Diàgores de Ialisos, origen de la branca dels diagòrides.